# Мельников, Георгий Алексеевич
Георгий Алексеевич Мельников — конструктор свеклоуборочных комбайнов, лауреат Сталинской премии (1952).

## Биография
Родился 24.08.1905 в д. Бережки (в советское время — Клинский район Московской области).
С 1936 г. работал над конструкцией новой модификации свеклоуборочного комбайна.
С 30.06.1941 по 1945 г. служил в РККА, старший техник-лейтенант.
Научный сотрудник ВНИИ свекловичного полеводства.
Кандидат технических наук, диссертация:
- К вопросу создания свеклоуборочного комбайна «СКЕМ-3» : диссертация … кандидата технических наук : 05.00.00 / Москва. — 1961. — 62 с. : ил.

Участвовал в создании свеклоуборочных комбайнов СКЕМ-3 (свеклоуборочный комбайн Еремеева и Мельникова) и СКП-2.
Умер в 1973 году в результате тяжёлой болезни.
Сталинская премия 1952 года — за создание трёхрядного свёклокомбайна.

## Научные труды
- Свеклоуборочный комбайн СКЕМ-3. Устройство. Сборка. Применение. Уход / соавт.: И. Д. Еремеев, Г. А. Мельников. — М.: Редиздатотдел МСХМ СССР, 1950. — 110 с.
- Свеклоуборочный комбайн СКЕМ-3 / И. Д. Еремеев, Г. А. Мельников.- М.: Сельхозиздат, 1965.- 83 с.
- Свеклоуборочные комбайны [Текст] : [учебное пособие для сельских и профессионально-технических училищ] / Г. А. Мельников, Л. М. Кобыляков. — Москва : Высш. школа, 1964. — 187 с., 2 л. черт. : ил.; 22 см.
- Свеклоуборочный комбайн [Текст] / И. Д. Еремеев, Г. А. Мельников. — 2-е изд., перераб. — Москва : Сельхозгиз, 1958. — 243 с., 3 л. черт. : ил.; 26 см.
- Свеклоуборочный комбайн СКЕМ-3 [Текст] : Устройство, эксплуатация и ремонт / И. Д. Еремеев, Г. А. Мельников, лауреаты Сталинской премии. — Москва : Сельхозгиз, 1955. — 180 с., 2 л. ил. : ил.; 27 см.
- Опыт комбайновой уборки сахарной свеклы [Текст] / И. Д. Еремеев, Г. А. Мельников, Л. М. Кобыляков. — Москва : Сельхозгиз, 1955. — 46 с. : черт.; 20 см. — (Передовой опыт в сельском хозяйстве).
- Специальные комбайны [Текст] : [Учеб. пособие для сел. проф.-техн. училищ] / М. В. Галдин, Л. М. Кобыляков, Г. А. Мельников. — 2-е изд., перераб. и доп. — Москва : Сельхозиздат, 1962. — 256 с., 2 л. черт. : ил.; 27 см.
- Специальные комбайны [Текст] : [Для сел. проф.-техн. училищ] / М. В. Галдин, Л. М. Кобыляков Г. А. Мельников. — 3-е изд., перераб. и доп. — Москва : Сельхозиздат, 1963. — 375 с., 2 л. черт. : ил.; 22 см. — (Учебники и учебные пособия для подготовки сельскохозяйственных кадров массовой квалификации).